# Pogojna verjetnostna porazdelitev
Pogojna verjetnostna porazdelitev  povezuje dve verjetnostni porazdelitvi nezveznih ali zveznih slučajnih spremenljivk. 
Naj bosta slučajni spremenljivki označeni z X in Y. V opisu pogojne verjetnostne porazdelitve jo označujemo s Y | X, kar pomeni porazdelitev verjetnosti za spremenljivko Y, pod pogojem, da je znana porazdelitev verjetnosti za slučajno spremenljivko X  (podobno zapisu za pogojno verjetnosti P(A|B) ali verjetnost, da se je zgodi dogodek A pod pogojem, da se je že zgodil dogodek B). Pogojna verjetnostna porazdelitev spremenljivke Y je podana kot porazdelitev spremenljivke Y pod pogojem, da je druga spremenljivka X zavzela določeno vrednost (če ima spremenljivka X vrednost xi, j =1, 2, …nx , potem ima spremenljivka Y vrednost  yj j =1, 2, …ny.

## Nezvezne slučajne spremenljivke
Za diskretne (nezvezne) slučajne spremenljivke zapišemo verjetnost kot P(Y = y | X = x).
Z uporabo zapisa pogojne verjetnosti lahko to zapišemo kot
{\displaystyle p_{Y\mid X}=P(Y=y_{i}\mid X=x_{j})={\frac {P(X=x_{i}\ \cap Y=y_{j})}{P(X=x_{i})}}={\frac {P(X=x_{i}\mid Y=y_{j})P(Y=y_{i})}{P(X=x_{j})}}.}
Velja tudi
{\displaystyle 0\leq p_{Y\mid X}(x_{i}\mid y_{j})\leq 1}
in
{\displaystyle \sum _{i=1}^{n_{x}}\sum _{j=1}^{n_{y}}p_{Y\mid X}(x_{i}\mid y_{j})=1}.

## Zvezne slučajne spremenljivke
Podobno velja za zvezne porazdelitve, kjer lahko zapišemo
{\displaystyle p_{Y\mid X}(x_{i}\mid y_{j})={\frac {p_{X,Y}(x_{i},y_{j})}{p_{X}(x)}}={\frac {p_{X\mid Y}(x\mid y)p_{Y}(y)}{p_{X}(x)}},}
kjer smo s pX,Y(x, y) označili multivariantno porazdelitev (povezano porazdelitev) samo dveh (možnih jih je več) spremenljivk X in Y, pX(x) pa označuje robno porazdelitev za slučajno spremenljivko X.
Velja
{\displaystyle 0\leq f_{XY}(x,y)}
in seveda tudi
{\displaystyle \int \limits _{-\infty }^{\infty }\int \limits _{-\infty }^{\infty }f_{XY}(x,y),dx,dy=1}